# Bokstavsvänster
Begreppet bokstavsvänster syftar på de många socialistiska grupper och partier som bildades i Sverige från 1960-talets mitt, ofta som splittringar eller utbrytningar från varandra. 
Termen kan syfta på de förkortningar som ofta användes i stället för gruppernas hela namn, men har också förknippats med att gruppernas medlemmar ofta har förmodats vilja bedriva en politik närmast bokstavstrogen skrifter av Marx, Lenin och andra kommunistiska teoretiker.[källa behövs] Vänsterns uppdelning i en rad olika grupper med olika inriktning började i och med att Sveriges kommunistiska parti (SKP), som bildats 1921, omprövade delar av sin politik och år 1967 bytte namn till Vänsterpartiet kommunisterna (VPK).

## Partier och grupper
En statlig utredning (2002) behandlar de vänsterpartier och vänstergrupper som under åren 1965–2002 blivit övervakade av Säkerhetspolisen (SÄPO). Där nämns följande organisationer:
KFML/SKP. År 1967 bildades Kommunistiska förbundet marxist-leninisterna (KFML). Kärnan bland grundarna var medlemmar i det traditionella kommunistpartiet SKP som opponerade sig partiets kursändring och namnbyte. KFML gav ut tidningen Gnistan och den teoretiska tidskriften Marxistiskt Forum och drev Bokhandeln Oktober i Stockholm. Ideologiskt knöt KFML an till kominterntraditionen och ”de fem stora”, Marx, Engels, Lenin, Stalin och Mao. Framför allt var det Mao som lästes, citerades och diskuterades. År 1970 bröt sig en grupp ur KFML och bildade KFML(r), där "r" stod för "revolutionär". Den kvarvarande delen av KFML bytte år 1973 namn till Sveriges kommunistiska parti (SKP) och samtidigt bildades det formellt oberoende ungdomsförbundet Röd ungdom. 1986 ändrade SKP inriktning och bytte namn till Solidaritetspartiet, och 1990 lades partiet ned på riksplanet.
KFML(r) kallades ofta kallade "r:arna". De ansåg sig vara "den principfasta arbetarminoriteten" i motsättning mot KFML:s "småborgerlighet" och "högeropportunism". De började ge ut tidningarna Proletären och Klasskampen och öppnade bokhandlar kallade Röda stjärnan. 1977 ombildades förbundet till ett parti med namnet KPML(r). År 2005 bytte partiet namn till Kommunistiska partiet (K) och är fortfarande (2022) aktivt. Nationalencyklopedin betecknar partiet som stalinistiskt.
VUF (Vänsterns ungdomsförbund) var 1967-1970 namnet på VPK:s ungdomsförbund. VUF:s politiska linje skiljde sig från moderpartiets och 1970 skedde en total brytning och ungdomsförbundet ombildades till MLK (Marxist-leninistiska kampförbundet för Sveriges kommunistiska parti (m-l)), som idémässigt stod nära det nybildade KFML. Efter ett par månader lämnade en mindre grupp MLK och bildade Förbundet kommunist, FK, som tog avstånd från Stalin och stalinismen och som av säkerhetspolisen felaktigt klassades som trotskister. FK upplöstes vid årsskiftet 1981-1982. MLK slogs år 1980 ihop med Röd ungdom. VPK som hade förlorat sitt ungdomsförbund började 1972 bygga upp ett nytt, som kallades Kommunistisk ungdom, KU, och som 1991 bytte namn till Ung Vänster.
RMF (Revolutionära marxisters förbund) bildades 1971 genom sammanslagning av de två trotskistiska grupperna Bolsjevikgruppen och Revolutionära marxister, som till skillnad från många andra vänstergrupper inte hade sitt ursprung i gamla SKP/VPK. År 1977 bytte RMF namn till Kommunistiska Arbetarförbundet (KAF) och 1982 till Socialistiska Partiet (SP). 2019 ombildades partiet till aktivist- och ideologiorganisationen Socialistisk Politik som fortfarande (2022) är aktiv. Oavsett namn har organisationen redan från början varit medlem i Fjärde Internationalen. Dess tidning hette inledningsvis Mullvaden men bytte snart namn till Internationalen.
Arbetarförbundet Offensiv tillhörde också den trotskistiska delen av vänstern. Den startade 1973 som en grupp kring tidskriften Offensiv. Förbundet bildades 1993 och ombildades 1997 till Rättvisepartiet Socialisterna som 2023 bytte namn till Socialistiskt Alternativ och finns representerat i kommunfullmäktige i Luleå. Partiet splittrades inför valet 2010, när Västerbottensavdelningen bildade Arbetarpartiet som sedan dess och fortfarande (2023) är representerat i Umeå kommunfullmäktige.
APK (Arbetarpartiet kommunisterna) bildades 1977 genom utbrytning från VPK och bytte 1995 namn till Sveriges kommunistiska parti, SKP, för att markera kontinuiteten i förhållande till det ursprungliga marxist-leninistiska partiet med detta namn. Genom två avhoppade från VPK var det representerat i Sveriges riksdag 1977-1979. Det har tidigare vunnit mandat i åtskilliga norrländska kommuner men förlorade sina sista kommunala mandat, i Gällivare - som partiet haft sedan 1970-talet - inför valet 2014, då de sista två ledamöterna uteslöts ur partiet.  SKP är fortfarande (2023) aktivt och ger ut tidningen RiktpunKt.
Utöver dessa har det funnits ett antal mindre grupper som uteslutits eller brutit sig ur någon av de större och som var mer eller mindre långlivade.